# Jacques Reclus (1894-1984)
Pour les articles homonymes, voir Jacques Reclus.
Jacques Reclus, né à Paris le 3 février 1894 et mort dans la même ville le 4 mai 1984, est un journaliste, enseignant, traducteur et militant libertaire.
Fils des anarchistes Paul Reclus et Marguerite Wapler, petit-fils d'Élie Reclus, il passe son enfance en Écosse puis en Belgique. Il devient au début des années 1920 journaliste dans le milieu anarchiste parisien alors qu'il rêvait d'être pianiste, cette vocation étant contrariée par une blessure à la main subie lors de la Première Guerre mondiale. 
Il part vivre en Chine en 1927 à la suite de contacts avec des étudiants de ce pays, prenant part à la création d'une université inspirée par les idées de Pierre Kropotkine. Il enseigne le français dans différents établissements jusqu'en 1952,  participant à la diffusion de cette langue.
Il y épouse Huang Shuyi, avec laquelle il a un unique enfant. Devant quitter précipitamment la Chine dans le contexte d'une campagne contre les étrangers lancée par le parti communiste chinois, il revient en France où il rencontre de nombreuses difficultés pour reprendre une carrière d'enseignant. 
En 1968 il est finalement chargé d'un cours de traduction de littérature chinoise par une université française. Ses traductions contribuent à faire connaître des auteurs de la littérature classique de ce pays, tandis qu'il continue de collaborer épisodiquement à des revues anarchistes.
Sa mort en 1984 est saluée par le journal Libération comme « la fin des Reclus », en référence à l'engagement anarchiste d'une partie de cette famille.

## Biographie

### Journaliste et militant libertaire à Paris
Fils du militant anarchiste Paul Reclus, Jacques Reclus naît à Paris le 3 février 1894. Sa mère est la militante anarchiste Marguerite Wapler,, qui finance Auguste Vaillant afin qu'il commette l'attentat de l'Assemblée nationale pendant l'Ère des attentats (1892-1894),. 
Il passe une partie de sa jeunesse en Écosse où son père doit s'exiler puis en Belgique où la famille s'installe en 1903. Elle reviendra en France en 1914 à la suite de l'invasion de la Belgique par l'Allemagne.
En Belgique, il entreprend des études en sciences économiques, mais il ambitionne en réalité une carrière de pianiste. Une blessure à la main droite reçue lors de la Première Guerre mondiale met fin à ses espoirs et il se lance dans le journalisme syndical.
Il est rapidement connu des milieux libertaires parisiens par ses collaborations à plusieurs revues ainsi qu'au quotidien Le Libertaire. En 1920, il devient gérant de la publication Les Temps nouveaux puis travaille pour Plus Loin. Plus Loin est en fait la suite sous un autre titre des Temps nouveaux, et Jacques Reclus participe à sa création en 1925 avec son père Paul.
En 1922 il est arrêté lors d'une manifestation anarchiste en soutien à André Marty, alors emprisonné. L'année suivante, il participe à la création du Groupement de défense des révolutionnaires emprisonnés en Russie, éditeur de la brochure Répression de l’anarchisme en Union soviétique.
En 1925, il est candidat à une élection cantonale sous l'étiquette « anarchiste ». Il fait en fait campagne contre le vote.

### Enseignant en Chine
À la suite de contacts avec des étudiants chinois anarchisants, il part en Chine en 1927 où il est professeur de français lors de sa création à l'université nationale du travail de Shanghai (une structure inspirée des réflexions de l'anarchiste Pierre Kropotkine qui ferme en 1932 après que le gouvernement chinois réduit drastiquement ses budgets), puis à l'université centrale de Nankin en 1929. Dans les années trente, il intervient à Beida et à l'université franco-chinoise, également à Pékin. Pour les besoins de son enseignement, il rédige un manuel scolaire publié en 1936 longtemps utilisé dans les établissements scolaires chinois.
A l'été 1939, il déménage en Chine libre à la suite de l'éclatement de la seconde guerre sino-japonaise, et enseigne à l'Université du Yunnan à Kunming. Quand la Seconde Guerre mondiale débute, il passe en Indochine où sa maison devient un « lieu de rendez-vous de la France Libre », l'Indochine étant contrôlée par le gouvernement de Vichy. En 1940 naît sa fille Magali, à la suite de sa rencontre l'année précédente avec la Chinoise Huang Shuyi. Ils se marient en 1947 puis divorcent en 1951 (et se remarieront en 1982).

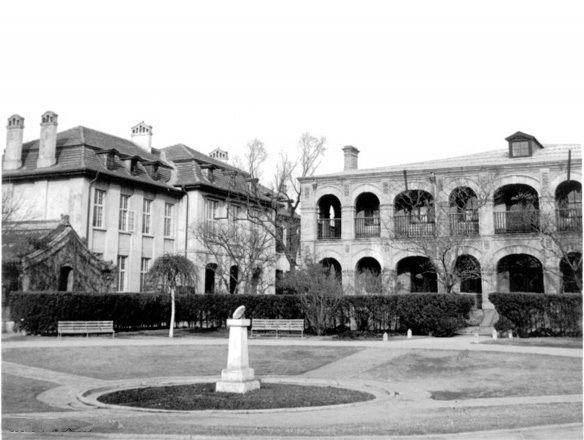
Campus no 2 de l'université de Pékin (1949) où Jacques Reclus enseigne jusqu'en 1952.

La guerre terminée, il retourne à Pékin où il enseigne jusqu'en 1952 : il a alors 48 heures pour quitter la Chine, en raison d'une campagne anti-étrangers lancée par le parti communiste chinois. Sa fille Magali, sensible à la propagande chinoise et gardant un mauvais souvenir d'un séjour en France, refuse de suivre ses parents , et est prise en charge par une tante chinoise. Ce n'est qu'en 1979 qu'elle peut quitter la Chine et retrouver ses parents à Paris.

### Traducteur à Paris
En France, son ex (et future) épouse devient professeur aux Langues orientales ;  lui peine à reprendre son métier d'enseignant, sa carrière ne correspondant pas aux cursus universitaires habituels. Il est correcteur, puis rédacteur à la Revue bibliographique de sinologie publiée par l'EPHE. Il doit attendre 1968 pour se voir chargé d'un cours de traduction d’œuvres littéraires chinoises par l'Université Paris-VII. Il réalise ou dirige plusieurs traductions qui participent à la découverte de la littérature chinoise classique en France.
Alors qu'il collaborait encore avec la revue anarchiste Plus loin depuis la Chine, il ne milite plus beaucoup à partir des années 1960, rédigeant toutefois quelques articles pour Les Cahiers de l'humanisme libertaire de Gaston Leval, et publiant en 1964 un livre sur les anarchistes Élie et Élisée Reclus, respectivement son grand-père et son grand-oncle.
Il poursuit son travail de traducteur jusqu'à sa mort en 1984. Dans le quotidien Libération, celle-ci est signalée comme « la fin des Reclus », à savoir de l'engagement anarchiste de membres de cette famille : l'auteur ignore sans doute l'existence d'Étienne Reclus, autre anarchiste qui meurt en 1994.

## Publications

### En tant qu'auteur ou éditeur
- Jacques Reclus, Cours de français élémentaire : grammaire, lecture, conversation, vocabulaire, prononciation, exercices, Shanghai, La Presse commerciale, 1936
- Michel et Jacques Reclus, Les Frères Elie et Elisée Reclus ou du protestantisme à l’anarchisme, Paris, Les Amis d’Elisée Reclus, 1964, 209 p. Il s'agit de la compilation par Michel et Jacques Reclus de textes de leur père Paul et de leur oncle Élisée Reclus.
- Jacques Reclus, La Révolte des Taï-ping, 1851-1864, prologue de la révolution chinoise, Paris, Le Pavillon, 1972, 279 p.

### En tant que traducteur
- Edgar Snow, Étoile rouge sur la Chine, Paris, Stock, 1965
- Shen Fu (Chen Fou), Récits d'une vie fugitive, mémoires d'un lettré pauvre, Paris, Gallimard, 1968
- Fong Mong-Long, Le Vendeur d’huile qui seul possède la reine de beauté, Paris, Centre de publication Asie orientale/Université Paris VII, 1977
- Wou Wo-Yao, Crime et corruption chez les mandarins, chronique de la Chine impériale, Paris, Fayard, 1979
- Michael B. Frolic, Le Peuple de Mao, scènes de la vie en Chine révolutionnaire, Paris, Gallimard, 1982
- Tchen Ki-ying, L’Innocent du Village-aux-Roseaux, chronique de Roisel en Chine du Nord, Paris, Aubier-Montaigne, 1984

## Notices
- « notice biographique », Dictionnaire des anarchistes, « Le Maitron ».
- « notice biographique », Dictionnaire biographique, mouvement ouvrier, mouvement social.
- « notice biographique », Dictionnaire international des militants anarchistes.
- (en) « notice biographique », sur Libcom.